# Cristian Panin
Cristian Panin (ur. 9 czerwca 1978 roku w mieście Arad) – rumuński piłkarz występujący na pozycji obrońcy.

## Kariera piłkarska
Urodzony w Arad Panin karierę rozpoczynał w miejscowym klubie UTA Arad, w którym występował od 1997 roku. Pomimo wieloletniej gry w tym klubie, zawodnikowi nie udało się osiągnąć z UTA żadnych większych sukcesów. W 2004 Cristian opuścił UTA Arad na rzecz CFR Cluj. W 2008 roku gracz zdobył wraz z CFR Puchar Rumunii oraz mistrzostwo kraju. W tym samym roku zadebiutował w reprezentacji Rumunii. W 2013 roku zakończył karierę.

## Sukcesy
- Puchar Rumunii z CFR Cluj: 2008
- Mistrzostwo Rumunii z CFR Cluj: 2008